# Séverin Favriau
Séverin Favriau est un Designer sonore, Superviseur sonore et compositeur de musiques de film français.

## Biographie
Séverin Favriau est président d'Artefact, une société de post production de son créée en 2008.

## Filmographie (sélection)
- 2008 : Comme les autres de Vincent Garenq
- 2009 : La Grande Vie d'Emmanuel Salinger
- 2010 : Tournée de Mathieu Amalric
- 2011 : Les Hommes libres d'Ismaël Ferroukhi
- 2013 : Elle s'en va d'Emmanuelle Bercot
- 2014 : La Chambre bleue de Mathieu Amalric
- 2014 : De guerre lasse d'Olivier Panchot
- 2015 : Le Tournoi d'Élodie Namer
- 2016 : La Fille de Brest d'Emmanuelle Bercot
- 2016 : Five d'Igor Gotesman
- 2016 : Grave de Julia Ducournau
- 2017 : Monsieur et Madame Adelman de Nicolas Bedos
- 2018 : Bluebird (A Bluebird in My Heart) de Jérémie Guez
- 2019 : La Belle Époque de Nicolas Bedos
- 2020 : Sons of Philadelphia (The Sound of Philadelphia) de Jérémie Guez
- 2021 : De son vivant d'Emmanuelle Bercot
- 2022 : Exterminez toutes ces brutes de Raoul Peck
- 2022 : Falcon Lake de Charlotte Le Bon
- 2023 : B.R.I. de Jérémie Guez

## Distinctions

### Nominations
- César du meilleur son
  - en 2011 pour Tournée
  - en 2018 pour Grave
  - en 2020 pour La Belle Époque
- Magritte 2022 : Meilleur son pour Titane

- Best Sound Design pour A Prayer Before the Dawn (2017)[2]